# Willi Lesch
Willi Lesch (* 11. Dezember 1942 in München) ist ein ehemaliger deutscher Skirennläufer und Trainer.
Willi Lesch war 1966 und 1968 Deutscher Meister im Riesenslalom. 1969 gewann er den Titel in der Kombination.
Bei den Olympischen Spielen von Grenoble 1968 wurde Lesch 22. im Riesenslalom und bei den Spielen in Sapporo 1972 belegte er in der Abfahrt Rang 29.
Nach Beendigung seiner aktiven Karriere war Lesch von 1972 bis 1973 und von 1976 bis 1997 Trainer beim Deutschen Ski-Verband und trainierte als solcher Rennläuferinnen wie Irene Epple und Christa Kinshofer. 1973 bis 1975 war er Trainer der norwegischen Damen-Nationalmannschaft.